# تانا (النرويج)
تانا (بالنرويجية: Tana)‏ هي بلدية في مقاطعة فينمارك، النرويج. المركز الإداري للبلدية هي قرية تانا برو.

## المناخ
يظهر الجدول التالي التغييرات المناخية على مدار السنة لتانا:
| البيانات المناخية لـتانا                   | البيانات المناخية لـتانا | البيانات المناخية لـتانا | البيانات المناخية لـتانا | البيانات المناخية لـتانا | البيانات المناخية لـتانا | البيانات المناخية لـتانا | البيانات المناخية لـتانا | البيانات المناخية لـتانا | البيانات المناخية لـتانا | البيانات المناخية لـتانا | البيانات المناخية لـتانا | البيانات المناخية لـتانا | البيانات المناخية لـتانا |
| الشهر                                      | يناير                    | فبراير                   | مارس                     | أبريل                    | مايو                     | يونيو                    | يوليو                    | أغسطس                    | سبتمبر                   | أكتوبر                   | نوفمبر                   | ديسمبر                   | المعدل السنوي            |
| ------------------------------------------ | ------------------------ | ------------------------ | ------------------------ | ------------------------ | ------------------------ | ------------------------ | ------------------------ | ------------------------ | ------------------------ | ------------------------ | ------------------------ | ------------------------ | ------------------------ |
| متوسط درجة الحرارة الكبرى °م (°ف)          | −7.3 (18.9)              | −7.0 (19.4)              | −3.2 (26.2)              | 1.3 (34.3)               | 6.1 (43.0)               | 12.4 (54.3)              | 16.3 (61.3)              | 14.1 (57.4)              | 9.2 (48.6)               | 2.9 (37.2)               | −2.3 (27.9)              | −5.8 (21.6)              | 3.1 (37.6)               |
| المتوسط اليومي °م (°ف)                     | −12.2 (10.0)             | −11.3 (11.7)             | −7.4 (18.7)              | −2.0 (28.4)              | 3.3 (37.9)               | 8.7 (47.7)               | 12.3 (54.1)              | 10.6 (51.1)              | 6.0 (42.8)               | 0.2 (32.4)               | −6.0 (21.2)              | −10.4 (13.3)             | −0.7 (30.7)              |
| متوسط درجة الحرارة الصغرى °م (°ف)          | −18.2 (−0.8)             | −17.4 (0.7)              | −13.6 (7.5)              | −7.2 (19.0)              | −0.6 (30.9)              | 4.7 (40.5)               | 7.5 (45.5)               | 5.8 (42.4)               | 1.8 (35.2)               | −3.5 (25.7)              | −10.8 (12.6)             | −16.2 (2.8)              | −5.6 (21.9)              |
| الهطول مم (إنش)                            | 39 (1.5)                 | 32 (1.3)                 | 26 (1.0)                 | 24 (0.9)                 | 22 (0.9)                 | 35 (1.4)                 | 54 (2.1)                 | 48 (1.9)                 | 46 (1.8)                 | 49 (1.9)                 | 39 (1.5)                 | 41 (1.6)                 | 455 (17.9)               |
| متوسط أيام هطول الأمطار (≥ 1 mm)           | 11.2                     | 8.5                      | 7.6                      | 6.7                      | 5.8                      | 8.4                      | 9.5                      | 9.9                      | 11.0                     | 12.3                     | 10.4                     | 11.1                     | 112.4                    |
| المصدر: Norwegian Meteorological Institute |                          |                          |                          |                          |                          |                          |                          |                          |                          |                          |                          |                          |                          |